# Hasret – Sehnsucht
Hasret – Sehnsucht (Originaltitel: Hasret) ist ein deutsch-türkischer, halb-fiktionaler Dokumentarfilm von Ben Hopkins aus dem Jahr 2015, der die türkische Großstadt Istanbul porträtiert. Hopkins, der im Film auch als Protagonist auftritt, schrieb zusammen mit Ceylan Ünal Hopkins auch das Drehbuch. Die Premiere des Films war am 5. Oktober 2015 beim Filmfest Hamburg, der deutsche Kinostart war am 26. November 2015.

## Inhalt
Ben Hopkins dreht mit einer kleinen Crew einen Dokumentarfilm über die türkische Metropole. Auf konventionelle Weise werden zunächst Eindrücke des täglichen Lebens eingefangen und Interviews geführt, bis Hopkins schemenhafte Spuren auf dem Filmmaterial entdeckt.
Bei der Spurensuche stößt er auf die unbekannten Seiten der Stadt abseits der Touristenattraktionen und Nachrichtenbilder. Der Filmemacher ist fasziniert vom nächtlichen Treiben in den alten Vierteln von Istanbul und spürt der bewegten Geschichte, den Geheimnissen und den Geistern der Stadt nach.

## Kritik
Der Filmdienst urteilte, das „melancholisch-sehnsuchtsvolle Filmessay“ spare die „aktuelle gesellschaftliche Lage weitgehend aus“, biete aber gleichwohl eine „ebenso poetische wie sinnliche Annäherung“ an die Stadt am Bosporus.

## Auszeichnungen
Bei den Turkish Cinema Awards gewann der Film den Preis als bester Dokumentarfilm.